# 赤丸城
赤丸城（あかまるじょう）は、富山県高岡市福岡町舞谷にあった日本の城（山城）。高岡市指定史跡。とやま城郭カードNo.32。

## 規模
主郭は城ヶ平山（174メートル）の山頂部に築かれていた。削平地は山の一帯に広がっており、城の東側に堀切、西側には県内では珍しい畝状竪堀が残っている。また山裾を西は今石動（現富山県小矢部市）、東は越中国守山城へと通ずる旧街道『山根道』が走っていた。また城内には当時使われていた井戸が残っており、中から滑車や錘、土器等が見つかっている。

## 歴史
築城年代は不明だが、天正年間（1573年 - 1591年）に越中国五位庄を治めていた国人で浅井城主・中山国松の弟、次郎兵衛が拠ったとされる。中山氏は、室町時代-戦国時代前期の15世紀代までは浅井城を本城としていたが、戦国時代後期の16世紀代に入り赤丸城へ本城を移したと考えられている。
なお、長禄年間（1457年 - 1459年）に加賀国の半国守護赤松政則が「城ヶ平」に居住したと伝わるが、越中国鴨城の事ではないかとする意見もある。因みに鴨城は赤丸城の南西約1キロメートル、浅井城は北東約600メートルに位置している。
天正年間前半、上杉謙信に攻められている。
天正9年（1581年）、中山氏が佐々成政の支配下に入る。
天正12年（1584年）、この頃前田利家に対する防衛拠点の一つとして改修が施されたと思われる。虎口などにその痕跡が見られる。
天正13年（1585年）、佐々成政が豊臣秀吉に降伏（富山の役）し、中山氏は赤丸城から退去。廃城年代は不明。

## 現在
周辺には富山県指定史跡である城ガ平横穴古墳があり、これらと共に赤丸城を通る遊歩道が設置され、ハイキングコースとなっている。